# Perimetr
Perimetr (in russo Система «Периметр»?, Sistema "Perimetr"), codice GRAU 15E601 e noto in ambiente NATO come Dead Hand, era un sistema sovietico di controllo automatico delle armi nucleari in funzione durante la guerra fredda.
Non è noto se tale sistema sia ancora in uso anche nell'attuale Russia.
Si tratta di un sistema di deterrenza fail-deadly e distruzione mutua assicurata capace di innescare automaticamente, in caso di attacco nucleare rilevato dai sensori (sismici, luminosi, di radioattività e di pressione), un contro-attacco di missili balistici intercontinentali tramite ordine di massima autorità pre-inserito dal comando generale delle forze armate, divisione forze missilistiche strategiche, ai posti di comando e ai singoli silos, anche nel caso che i singoli elementi di comando fossero completamente distrutti.
Secondo la maggior parte delle fonti, dovrebbe rimanere normalmente spento, per essere attivato solo durante i periodi di crisi..
Sistema analogo esisteva negli Stati Uniti con il nome di AN/DRC-8 Emergency Rocket Communications System (ERCS).

## Descrizione
"Perimetr" fu creato come sistema alternativo per tutte le unità armate con armi nucleari. Doveva essere un sistema di comunicazione di backup, nel caso in cui i componenti chiave del sistema di comando "Kazbek" e il collegamento con le forze missilistiche strategiche fossero distrutti da un primo attacco in conformità con il concetto di "guerra nucleare limitata" sviluppato negli Stati Uniti.
Al fine di garantirne la funzionalità, il sistema fu originariamente progettato come completamente automatico e con la capacità di decidere autonomamente un attacco di ritorsione adeguato senza alcun (o minimo) coinvolgimento umano in caso di attacco totale.
Secondo Vladimir Jarynič, uno sviluppatore del sistema, questo sistema fungeva anche da freno contro decisioni affrettate prese in base a informazioni non verificate da parte della leadership del paese. Infatti, dopo aver ricevuto allarmi su un possibile attacco nucleare, il governo poteva attivare il sistema e quindi attendere ulteriori sviluppi, assicurato dal fatto che anche la distruzione di tutto il personale in grado di  comandare una risposta all'attacco non poteva impedire la ritorsione.

## Principi di funzionamento
Dopo l'attivazione e la determinazione dell'avvenimento di una guerra nucleare, il sistema invia un missile di comando 15P011 con una speciale testata 15B99 che trasmette i comandi per aprire tutti i silos e tutti i centri di comando della RVSN con ricevitori appropriati in volo. Il sistema è simile allo statunitense ERCS.

## Uso corrente
Nel 2011, il comandante delle forze missilistiche strategiche russe, Sergej Karakaev, in un'intervista con Komsomol'skaja Pravda, ha confermato lo stato operativo del sistema di valutazione e comunicazione perimetrale.
Nel 2018, il colonnello generale Viktor Еsin, l'ex capo dello Stato Maggiore russo delle forze missilistiche strategiche, ha dichiarato che il sistema perimetrale potrebbe diventare inefficace a seguito del ritiro degli Stati Uniti dal trattato sulle forze nucleari a raggio intermedio.